# 小行星5224
小行星5224（5224 Abbe）是一颗绕太阳运转的小行星，为主小行星带小行星。该小行星于1982年2月21日发现。

## 轨道参数
小行星5224的轨道半长轴为2.2453623 UA，离心率为0.0091111。